# Diaphananthe pellucida
Diaphananthe pellucida es una especie  de orquídea de hábitos epífitas, originarias del África tropical. 

## Descripción
Es una orquídea monopodial con hábitos de epífita con un tronco corto que es frondoso hacia el ápice y tiene hojas oblanceoladas, abombadas, desigualmente bilobuladas en el ápice. Florece en el otoño y el invierno en una inflorescencia de 20 a 50 cm de largo, colgante en forma de racimo que surge desde abajo de las hojas o en las axilas inferiores con muchas flores fragantes.

## Distribución
Se encuentra en Sierra Leona, Ghana, Guinea, Costa de Marfil, Liberia, Nigeria, Togo, el Golfo de Guinea, Camerún, Gabón, República del Congo, Zaire, República Centroafricana y Uganda en los bosques de hoja perenne, en los troncos y ramas más bajas en las elevaciones de 600 a 1.800 metros. 

## Taxonomía
Diaphananthe pellucida fue descrita por (Lindl.) Schltr. y publicado en Die Orchideen 593. 1914.
Etimología
Diaphananthe: nombre genérico que se refiere a sus flores translúcidas.
pellucida: epíteto latíno que significa "transparente".
Sinonimia
- Aerangis pallida (W.Watson) Garay
- Angraecum althoffii Kraenzl.
- Angraecum pallidum W.Watson
- Angraecum pellucidum Lindl.
- Epidorkis pellucida (Lindl.) Kuntze
- Listrostachys althoffii (Kraenzl.) T.Durand & Schinz
- Listrostachys pellucida (Lindl.) Rchb.f.
- Listrostachys thonneriana Kraenzl.
- Mystacidium pellucidum (Lindl.) Benth. & Hook.f.[4][5]